# Tipula renate
Tipula renate är en tvåvingeart som beskrevs av Günther Theischinger 1982. Tipula renate ingår i släktet Tipula och familjen storharkrankar. Inga underarter finns listade i Catalogue of Life.